# 퍼트리샤 오언스

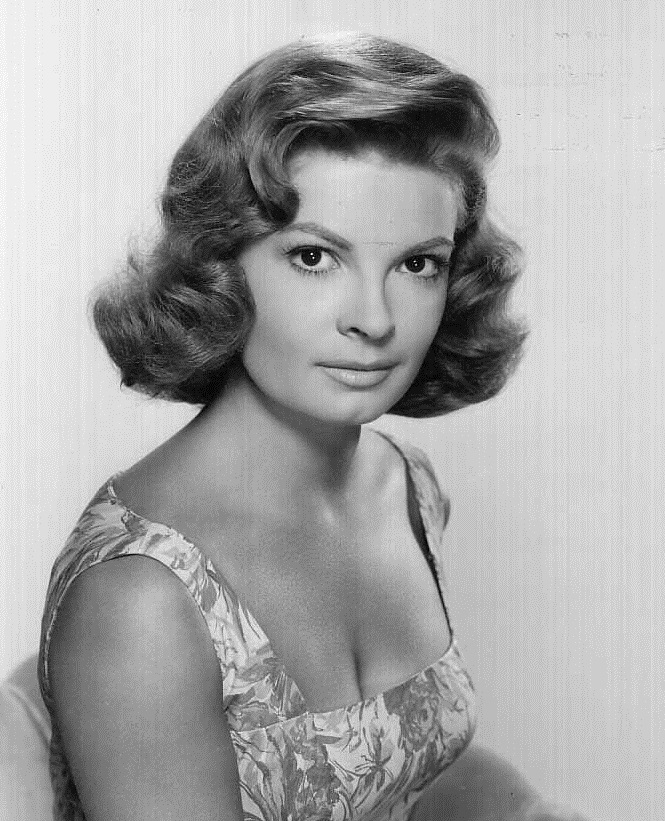

퍼트리샤 오언스(영어: Patricia Owens, 1925년 1월 17일 ~ 2000년 8월 31일)는 캐나다 출신으로 미국에서 활동한 배우이다.
랭커스터에서 사망하였다.

## 영화
- 전장이여 영원히 (1960년)
- 천 개의 언덕 (1959년)
- 건 러너스 (1958년) - 루시 마틴 역
- 고스트타운의 결투 (1958년)
- 플라이 (1958년)
- 아일랜드 인 더 선 (1957년)
- 노 다운 페이먼트 (1957년)
- 사요나라 (1957년)
- 더 굿 다이 영 (1954년)
- 기브 어스 더 문 (1944년)